# Heitor Amorim Perroca
Heitor Amorim Perroca ou simplesmente Heitor, (São Geraldo, 15 de fevereiro de 1940 — Ubatuba, 14 de agosto de 2018), foi um futebolista brasileiro que atuou como goleiro. 

## Carreira
Iniciou sua carreira futebolística nas categorias de base do São Cristóvão-RJ. Após ser convocado para disputar os Jogos Pan-Americanos de 1963, foi contratado pelo Corinthians onde jogou até o ano de 1966. Após saída do timão, jogou pelo Água Verde-PR e Juventus-SP onde encerrou sua carreira.
Ele ficou consagrado no Timão por defender um pênalti de Pelé em 1964.
Após o futebol dedicou-se a religião e foi batizado na Testemunha de Jeová.

## Morte
Heitor Perroca morava no Rio de Janeiro. Estava em Ubatuba para visitar a família, quando sentiu-se mal e foi levado ao hospital. Não resistiu e morreu vítima de insuficiência cardíaca. Ele era casado, pai de três filhos e avô de três netos.

## Títulos
Corinthians
- Torneio Rio-São Paulo: 1966

Água Verde-PR
- Campeonato Paranaense: 1967

Seleção Brasileira
- Campeão Pan-Americano: 1963